# ブラックホールの熱力学
物理学において、ブラックホールの熱力学（ブラックホールのねつりきがく、英: black hole thermodynamics）は、ブラックホールの事象の地平面の存在と熱力学の法則とを両立させることを探求する研究分野である。黒体放射に関する統計力学の研究が量子力学の到来を促したのと同じように、ブラックホールの統計力学を理解しようとする姿勢は、ホログラフィック原理の定式化を導く、量子重力理論の理解に深い影響を与えてきている。

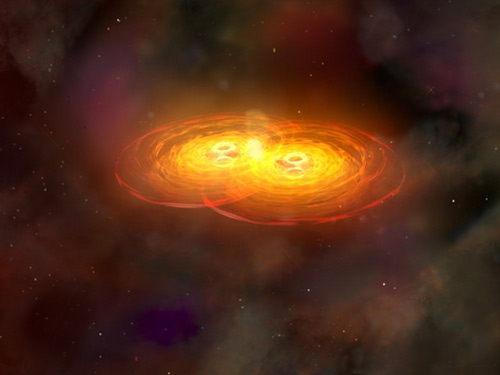
2つのブラックホールが合体するところを人工的に描いた図、この過程で熱力学の法則が確立されていく。

## ブラックホール
ブラックホールを含む系で熱力学第二法則を満たす唯一の方法は、ブラックホールがエントロピーを持つことを認めることである。ブラックホールがエントロピーを持っていなければ、ブラックホールに何らかの質量を投げ込むことで、第二法則を破ることが可能となってしまう。対象を飲み込むことで失われるエントロピーの減少を、ブラックホールのエントロピーの増加が上まわる。
スティーブン・ホーキングによって証明された定理を根幹として、ヤコブ・ベッケンシュタイン は、事象の地平面の面積をプランク面積で割った値にブラックホールのエントロピーは比例すると予想した。ベッケンシュタインは、比例定数は {\displaystyle (1/2\cdot \ln {2})/4\pi } であり、この値に正確に一致しない場合でも、この値に非常に近い値となるだろうと示唆した。翌年、ホーキングはブラックホールが特定の温度（ホーキング温度）に対応する熱的な輻射（ホーキング輻射）をしていることを示した。エネルギーと温度とエントロピーの熱力学の関係を使い、ホーキングはベッケンシュタインの予想を確かめ、比例定数を{\displaystyle 1/4}と確定することができた。
{\displaystyle S_{\text{BH}}={\frac {kA}{4{\ell _{\mathrm {P} }}^{2}}}.}
ここで {\displaystyle A} は事象の地平線の表面積 {\displaystyle 4\pi R^{2}} であり、{\displaystyle k} はボルツマン定数、{\displaystyle \ell _{\mathrm {P} }={\sqrt {G\hbar /c^{3}}}} はプランク長である。この式はしばしばベッケンシュタイン・ホーキングの公式 (Bekenstein–Hawking formula) と呼ばれる。添字のBHは、「ブラックホール」あるいは「ベッケンシュタイン・ホーキング」を意味する。ブラックホールのエントロピーは、事象の地平線の面積 {\displaystyle A} に比例する。ブラックホールのエントロピーがベッケンシュタイン境界によって得られる最大エントロピーでもある事実は、ホログラフィック原理を導いた主な要因である。
ホーキングの計算はブラックホールのエントロピーに更なる熱力学的根拠を与えたが、1995年まで誰も、数多くの微視的状態をエントロピーに関連付ける統計力学を基礎とした、ブラックホールのエントロピーの制御された計算を行うことができなかった。実際、いわゆる「ブラックホールノーヘア定理」 は、ブラックホールは唯一の微視的状態しか持たないことを示唆するように思える。しかし、1995年にアンドリュー・ストロミンガーとカムラン・ヴァッファは、Dブレーンと弦双対性を基にした方法を使い、弦理論における超対称性を持つ臨界ブラックホールの正確なベッケンシュタイン＝ホーキング・エントロピーを計算したことによってこの状況は変化した。その後、他の臨界ブラックホールや近臨界ブラックホール (near-extremal black hole) の多くのクラスのエントロピーに対して同様の計算が行われ、結果はいつもベッケンシュタイン=ホーキングの公式に一致した。しかし、臨界ブラックホールからは一番遠いと考えられるシュヴァルツシルト・ブラックホールに対しては、その巨視的状態と微視的状態との関係について、弦理論の観点から明らかになることが期待されている。様々な研究が進行中であるが、解明はされていない。
ループ量子重力理論 (LQG)では、微視的状態を幾何学的に解釈することが可能である。LQGでは、事象の地平面を量子幾何学的に解釈し、エントロピーの有限性と事象の地平線の面積の比例性を幾何学的に説明する。スピンフォームと呼ばれる量子論の共変的定式化から、エネルギーと面積（第一法則）の関係式やウンルー温度、ホーキングエントロピーの分布を導出できる。LQGにおける計算は力学的地平線の考え方を用いて行われ、非臨界ブラックホールに対して計算される。LQGの観点から、ベッケンシュタイン＝ホーキング・エントロピーの計算についても様々な議論がある。

## ブラックホールの力学法則
4つのブラックホールの力学法則は、ブラックホールが満たすと考えられている物理的性質である。熱力学の法則に似たこれらの法則は、ブランドン・カーター (Brandon Carter)、スティーブン・ホーキング、ジェームズ・バーディーン (James Bardeen) によって見出された。

### 法則の記述
ブラックホールの力学は幾何学単位系で表現される。

#### 第零法則
定常ブラックホールでは、事象の地平面は一定の表面重力を持つ。

#### 第一法則
定常ブラックホールを摂動すると、エネルギー変化は、以下の式のように表面積、角運動量、電荷の変化と結びつけられる。
{\displaystyle dE={\frac {\kappa }{8\pi }}\,dA+\Omega \,dJ+\Phi \,dQ.}
ここで {\displaystyle E} はエネルギー、{\displaystyle \displaystyle \kappa } は表面重力、{\displaystyle A} は事象の地平線の面積、{\displaystyle \Omega } は角速度、{\displaystyle J} は角運動量、{\displaystyle \Phi } は静電ポテンシャル、{\displaystyle Q} は電荷である。

#### 第二法則
弱エネルギー条件を前提とすると、事象の地平面の面積は時間に対して（広義）単調増加関数となる。
{\displaystyle {\frac {dA}{dt}}\geq 0.}
この「法則」はブラックホールが輻射するというホーキングの発見によって取って代わられた。ホーキング輻射によって、ブラックホールの質量と地平面の面積は時間と共に減少する。

#### 第三法則
表面重力がゼロであるブラックホールは存在し得ない。すなわち、{\displaystyle \displaystyle \kappa =0} は実現できない。

### 法則についての議論

#### 第零法則
第零法則は、熱平衡にある物体のあらゆる場所で温度が一定であることを述べる熱力学の第零法則と類似している。このことは表面重力が温度と類似することを示唆している。正規化された系の熱平衡状態の定数温度 T は、定常ブラックホールの事象の地平面上の定数 {\displaystyle \displaystyle \kappa } に類似している。

#### 第一法則
左辺の dE は（質量に比例した）エネルギーの変化分である。右辺の第一項は直ちには物理的な意味が明確でないが、第二、第三項は回転と電磁気学によるエネルギーの変化を表している。類似して、熱力学第一法則ではエネルギー保存則を記述しており、右辺にT dSを含む。

#### 第二法則
第二法則はホーキングの面積定理の記述である。類似して、熱力学第二法則では、自発的過程における孤立した系のエントロピーの変化は 0 以上であることを述べており、このことはエントロピーとブラックホールの地平線の面積との関係を示唆している。しかしながら、このバージョンは、ブラックホールに物質を投げ込むことでエントロピーを減少させ、ブラックホールはエントロピーを失うことで、熱力学の第二法則を破る。そのため、一般化された第二法則では、
[全エントロピー] = [ブラックホールのエントロピー] + [外側のエントロピー]
と考える。

#### 第三法則
臨界ブラックホールは、表面重力がゼロである。{\displaystyle \displaystyle \kappa } をゼロとすることはできないということは、絶対零度の系のエントロピーは定数として定義できることを述べる熱力学第三法則と類似している。これは、絶対零度の系が基底状態にあるからである。さらに、ΔS は絶対零度でゼロとなるが、S 自身も少なくとも完全結晶ではゼロとなる。これらの熱力学法則を破る評価実験は知られていない。

### 法則の解釈
4つのブラックホールの力学法則は、少なくともある程度の増倍率までは、ブラックホールの表面重力と温度やエントロピーを持つ事象の地平面の面積とを同一であると見なすべきであることを示唆している。古典的にブラックホールを考えると、温度は零度であり、ノーヘア定理からエントロピーはゼロであり、ブラックホールの力学的法則は比喩のままである。しかしながら、量子力学的効果を考慮すると、ブラックホールは熱放射（ホーキング輻射）を放ち、その温度は
{\displaystyle T_{\text{H}}={\frac {\kappa }{2\pi }}}
である。ブラックホール力学の第一法則より、この式からベッケンシュタイン・ホーキングのエントロピーの増倍率
{\displaystyle S_{\text{BH}}={\frac {A}{4}}}
が決定される。

## ブラックホールを超えて
ホーキングとベージ (Page) は、ブラックホール熱力学をブラックホール以外にも一般化でき、宇宙論の事象の地平線はエントロピーと温度を持つことを示した。
さらに基礎論的に、トホーフトとサスキンドはブラックホール熱力学の法則を使い、自然界の一般的なホログラフィック原理を主張した。ホログラフィック原理では、重力と量子力学の整合性を持つ理論はより低い次元にあるはずであると主張する。未だに完全には理解されてはいないが、ホログラフィック原理はAdS/CFT対応のような理論の中心的な考え方となっている。
また、ブラックホールのエントロピーと表面張力の間の関係も存在する。